# 山口新生児ビタミンK欠乏性出血症死亡事故
山口新生児ビタミンK欠乏性出血症死亡事故（やまぐちしんせいじ ビタミンケーけつぼうせいしゅっけつしょう しぼうじこ）とは、2009年10月に山口県山口市で発生した、いわゆる「ホメオパシー」にもとづく治療によって新生児が死亡したとされる事故。

## 概要
2009年8月、山口市在住の女性が助産師の指導のもと長女を自宅出産した。同年10月、長女は生後2ヶ月で硬膜下血腫が原因で死亡した。
硬膜下血腫が発生した原因はビタミンK欠乏性出血症（新生児メレナ）であると考えられている。母子を担当した助産師は「ホメオパシー医学協会」に所属しており、ビタミンKの「記憶」や「波動」、「オーラ」を持ち「ビタミンK」と同程度の効果を持つと同団体が主張していた砂糖（いわゆる「レメディ」）を、ビタミンKの代わりに新生児に舐めさせた。本物のビタミンKを投与していないことを担当医師に気づかれないよう、母子手帳には「ビタミンK投与」と偽って記載したことがわかっている。

## 損害賠償訴訟
2010年5月、母親は出血症の標準的な予防方法であるビタミンK2シロップを助産師が投与しなかったことが長女死亡の原因であると主張して、助産師を相手取り約5600万円の支払いを求める損害賠償請求訴訟を山口地裁に提訴した。
2010年12月21日、山口地裁において、母親と助産師の間で和解が成立した。しかし、和解内容については公にしない条項が含まれているため、明らかではない。

## ビタミンK投与の必要性
ビタミンKを産生する腸内細菌叢が発達していない、また、母乳中にはビタミンKが少ない、といった理由から新生児は常にビタミンK不足の傾向にある。ビタミンKが不足すると凝固因子が正常に産生できず、出血傾向をきたす。新生児へのビタミンK投与が半ば常識化する以前は、出血傾向の結果として頭蓋内出血をきたす児が存在した。頭蓋内出血をきたすと、死亡したり重い障害を抱えるケースが多い。
厚生労働省は、ビタミンKの欠乏に陥りやすい新生児には、出生直後1ヶ月以内に計3回ビタミンKを経口投与するよう、強く指導している。母乳育児の場合には、新生児メレナの発症確率は2000人に1人程度と推計されている。
2021年、日本小児科学会らは合計13回内服させる方法（3か月法）で統一すべきことを提言した。

## 事件の影響、および関連団体の反応
亡くなった新生児の母が訴訟を起こしたことで、大手マスコミがこの事件を報道したほか、事件を起こした助産師が所属していた日本助産師会やホメオパシーを推進する団体の多くも、この件についてコメントした。日本助産師会は2010年8月26日に「ホメオパシーを医療に代わる方法として助産師が助産業務として使用したり、勧めたりしないこと」とする見解を出している。
また、助産師が所属していたホメオパシー団体「ホメオパシー医学協会」の会長由井寅子は2011年に発売した著書『毒と私』において、この事件を契機に起こったホメオパシー批判に反発を表明した上で、死亡した女児の遺族のプライバシーに関して著者の思い込みに基づく誤解を招きかねない記述を行いホメオパシーを擁護している。
日本医師会の国民生活安全対策委員会は、本事件を含む代替医療について2012年から2年間議論した結果を報告書としてまとめ、本事件については「この事件は助産師が適切な医療へのアクセスを阻害し、結果的に『医療ネグレクト』を生じさせたことが問題である」と2014年3月14日に発表した。
2022年、助産師がホメオパシーを勧める事例が再び散見されるようになったとして、日本助産師会は「助産師が、現段階でその治療効果が明確に否定されているホメオパシーを医療に代わる方法として、ケア対象者に使用すべきではない」という方針を改めて表明した。